# Gálfy László
Gálfy László (Tiszasas, 1928. június 26. – Békéscsaba, 2003. május 1.) Jászai Mari-díjas magyar színész, színházigazgató.

## Életpályája
Tiszasason született 1928. június 26-án. Az Országos Színészegyesület színészképző iskolájában végzett, majd magánszínházakban és vidéki társulatokban szerepelt (Győr, Kaposvár, Szolnok). Alapító tagja volt a kaposvári Csiky Gergely Színháznak. 1966-tól haláláig a Békés Megyei Jókai Színház színművésze volt. 1984-ben Jászai Mari-díjat kapott. 1990 és 1992 között a békéscsabai színház igazgatói teendőit is ellátta. 2003-ban hunyt el, szülőfalujában helyezték végső nyugalomra.

## Fontosabb színházi szerepei
- William Shakespeare: Lear király... Lear
- William Shakespeare: Szentivánéji álom... Vackor
- William Shakespeare: Hamlet... Színészkirály
- William Shakespeare: IV. Henrik... Richard Scroop, yorki érsek, a király ellensége
- William Shakespeare: II. Richard... Bushy
- William Shakespeare: Macbeth... Siward, northumberlandi gróf, az angol hadsereg tábornoka
- Niccolò Machiavelli: Mandragóra... Timotheus barát
- Friedrich Schiller: Ármány és szerelem... Wurm, magántitkár
- Anton Pavlovics Csehov: Cseresznyéskert... Gajev
- Anton Pavlovics Csehov: A medve... Luka
- Alekszej Nyikolajevics Arbuzov: Kései találkozás... A férfi
- Alekszandr Nyikolajevics Osztrovszkij: A szép férfi... Apollon
- Nyikolaj Vasziljevics Gogol: A revizor... Abdulin, kereskedő
- Oscar Wilde: Hazudj igazat... Worthing John
- George Bernard Shaw: Caesar és Cleopatra... Britannus
- Tennessee Williams: Üvegfigurák... Jim
- John Steinbeck: Egerek és emberek... Crooks
- Jean Anouilh: Colombe... Desfournettes
- Robert Thomas: A hölgy fecseg és nyomoz... Henri Grandin
- Brandon Thomas: Charley nénje... Bob, diák
- Marc Camoletti: Boldog születésnapot... Bernard
- Dario Niccodemi: Tacskó... Mario
- Claude Magnier: Mona Marie mosolya... Blaise D'Ambrieux
- Pierre Barillet – Jean-Pierre Grédy – Nádas Gábor – Szenes Iván: A kaktusz virága... Norbert, Julien barátja
- William Somerset Maugham: Imádok férjhez menni... Freddie Lawndes
- Georges Feydeau: Bolha a fülbe... Victor-Emmanuel Chandebise
- Victorien Sardou: Váljunk el!... Des Prunelles
- Victorien Sardou: A szókimondó asszonyság... Dépréaux, táncmester
- Jacques Deval: Potyautas... David Ogden
- Karel Čapek: A rabló... Az ismeretlen; A prológus; A cigányasszony; A bányász
- Michel André: Lulu... Antoine
- John Millington Synge: Szentek kútja... A szent
- Paul Armont: Fiúk, lányok, kutyák... Octave, nevelő
- Giulio Scarnicci – Renzo Tarabusi: Kaviár és lencse... Leonida Papagatto; Velluto, nyugállományú tolvaj
- Jack Popplewell: Kezeket fel!... David Waren
- Franz Arnold: Apa, csak egy van... Bitterstein, udvari tanácsos
- Alan Jay Lerner – Friedrich Loewe: My fair Lady... Doolittle
- Bornemisza Péter: Magyar Elektra...A Mester
- Szigligeti Ede: Liliomfi... Liliomfi; Gyuri, pincér
- Szigligeti Ede: Nagyapó... Nagy Jancsi, Gyula szolgája
- Katona József: Bánk bán... Biberach
- Jókai Mór: A kőszívű ember fiai... Tallérossy Zebulon
- Jókai Mór: A gazdag szegények... Kapor Ádám, elbocsátott vasúti váltóőr
- Heltai Jenő: A néma levente... Mátyás, a magyarok királya; Beppo
- Molnár Ferenc: Doktor úr... Puzsér
- Molnár Ferenc: Liliom... Fogalmazó; Kapitány
- Lengyel Menyhért: Róza néni... Az öreg Ráber
- Illyés Gyula: Fáklyaláng... Vukovics
- Móricz Zsigmond: Nem élhetek muzsikaszó nélkül... Balázs
- Móricz Zsigmond: Légy jó mindhalálig... Valkay tanár úr
- Örkény István: Forgatókönyv... A mester
- Hubay Miklós – Ránki György – Vas István: Egy szerelem három éjszakája... Szegilongi
- Gábor Andor: Dollárpapa... Koltay János
- Kertész Imre: Bekopog a szerelem... Feri
- Szakonyi Károly: Benn a szobában... János
- Szakonyi Károly: Hongkongi paróka... Sas Béni
- Gyárfás Miklós: Férfiaknak tilos... Dr. Kovács Pál, a fenevad
- Darvas József – Molnár Gál Péter: Vízkereszttől-Szilveszterig... Tanító
- Spiró György: Esti műsor... Béla
- Görgey Gábor: Handabasa, avagy a fátyol titkai... Guta Gergő
- Görgey Gábor: Részeg éjszaka... Kovács Lajos
- Görgey Gábor: Lilla és a kísértetek... Porházi György, iskolamester
- Baranyi Ferenc: A lónak vélt menyasszony... Bornemissza
- Bárány Tamás: A szülő is ember... Tibor
- Müller Péter: Szeressük egymást gyerekek... Seress Rezső
- Németh László: Sámson... Király
- Tóth Miklós: Jegygyűrű a mellényzsebben... Barsi Pál
- Gáspár Margit: Az állam én vagyok... A herceg
- Sarkadi Imre: Ház a város mellett... Simon József
- Szentmihályi Szabó Péter: Új Zrínyiász... Wlassits Gyula; Ferenc József
- Veress Dániel: Véres farsang... Géczy János kincstárnok
- Székely János: Irgalmas hazugság... Dr. Paál Ákos professzor
- Barta Lajos: Szerelem... Szalay
- Szedő Lajos: Hamupipőke... Szív királyfi
- Száraz György: A nagyszerű halál... Wenckheim József
- Sütő András: A szuzai menyegző... Kalliszthenész, jós
- Bedő Iván: Hotel Szerelem... Tóni, a hotel nyári mindenese
- Dávid Rózsa: Albérlő a fürdőkádban... Laci
- Szűcs György: Elveszem a feleségem... Balázs
- Bartos Ferenc: Mindent a mamáért... Lajos
- Szinetár György: Fogad 3-5-ig... Szakolczy László
- Abay Pál: Ne szóljatok bele!... Géza
- Filadelfi Mihály: A torzó Messiás... Seiler
- Johann Strauss: A denevér... Orlovszky
- Johann Strauss: Cigánybáró... Józsi
- Szirmai Albert – Bakonyi Károly – Gábor Andor: Mágnás Miska... Miska
- Békeffi István – Lajtai Lajos: A régi nyár... Báró Jankovics János
- Ábrahám Pál: Hawaii rózsája... Stone, tengerészkapitány
- Ábrahám Pál: Viktória... Axel Webster, svéd nagykövet; Miki
- Kacsóh Pongrác: János vitéz... Francia király; Strázsamester
- Kálmán Imre: A montmartre-i ibolya... Henry; Florimond, a zeneszerző
- Kálmán Imre: Csárdáskirálynő... Bóni gróf
- Zerkovitz Béla: Csókos asszony... Báró Tarpataky
- Huszka Jenő: Lili bárónő... Illésházy László, gróf
- Huszka Jenő: Gül Baba... Mujkó
- Jacobi Viktor: Sybill... Petrov; Poire
- Eisemann Mihály: Bástyasétány 77... Péter; Török István
- Eisemann Mihály: Egy csók és mas semmi... Dr. Sáfrány
- Eisemann Mihály: Én és a kisöcsém... Andersen Vilmos, dán milliomos
- Szántó Armand – Szécsén Mihály: Itt van Amerika!... Kovács professzor
- Szinetár György – Behár György – Szenes Iván: Fogad 3-tól 5-ig... Szakolczy László
- László Endre: Csinn-bumm cirkusz... Bukfenc Bandi
- Köves József: Nyakigláb, Csupaháj, Málészáj... Bíró
- Schönthan testvérek – Kellér Dezső – Horváth Jenő – Szenes Iván: A szabin nők elrablása... Rettegi Fridolin

## Filmek, tv
- Tanúkihallgatás (1982)
- Protestánsok (1982)
- Gyalogcsillag (1983)
- Sztyepancsikovo falu és lakói (1986)

## Emlékezete
Emlékére és tiszteletére 2008-ban családja és a Békéscsabai Jókai Színház díjat alapított (Gálfy Gyűrű-díj), melyet azóta minden évben a legjobb színészi teljesítményekért adnak át a színház művészeinek.